# Victor Breglec
Victor Breglec es un deportista australiano que compitió en taekwondo. Ganó una medalla de bronce en el Campeonato Asiático de Taekwondo de 1974, en la categoría de +80 kg.

## Palmarés internacional
| Campeonato Asiático | Campeonato Asiático  | Campeonato Asiático | Campeonato Asiático |
| Año                 | Lugar                | Medalla             | Categoría           |
| ------------------- | -------------------- | ------------------- | ------------------- |
| 1974                | Seúl (Corea del Sur) | Medalla de bronce   | +80 kg              |